# Philidris cordata
Philidris cordata är en myrart som först beskrevs av Smith 1859.  Philidris cordata ingår i släktet Philidris och familjen myror.

## Underarter
Arten delas in i följande underarter:
- P. c. cordata
- P. c. fusca
- P. c. protensa
- P. c. stewartii